# Załęże (Stany)
Załęże – przysiółek wsi Stany w Polsce, położony w województwie podkarpackim, w powiecie stalowowolskim, w gminie Bojanów.
Załęże wraz z Kozłami tworzą sołectwo Kozły Załęże.

## Historia
Pod koniec XIX wieku Załęże liczyło 41 domów i 247 mieszkańców. Wówczas należało do powiatu niżańskiego i już wtedy związane było ze Stanami – według noty Słownika geograficznego Królestwa Polskiego jako wólka do Stanów.
W latach 1975–1998 przysiółek administracyjnie należał do województwa tarnobrzeskiego.